# Verkiezingen voor het Europees Parlement 2019/Kandidatenlijst/SP
De kandidatenlijst voor de Europese Parlementsverkiezingen 2019 van de lijst SP (Socialistische Partij) (lijstnummer 5) is na controle door de Kiesraad als volgt vastgesteld:
1. Hoekstra A.J. (Arnout) (m), Vlaardingen
2. Visscher J.A. (Jannie) (v), Eindhoven
3. Ritsema G. (Geert) (m), Amsterdam
4. Alberts-Oosterbaan R. (Remine) (v), Amsterdam
5. Feenstra F. (Fenna) (v), Groningen
6. Murawski S.A. (Sara) (v), Amsterdam
7. Van der Staak W.R. (Wouter) (m), Sint-Oedenrode
8. Van der Loo D.M. (Diederik) (m), Wageningen
9. Verhoog E.C.L. (Ellen) (v), Zutphen
10. Meijer A.M. (Ad) (m), Amersfoort
11. Ten Klooster D. (Daphne) (v), 's-Gravenhage
12. Drenthe J. (Jannie) (v), Assen
13. Heerschop A.H.J. (Ton) (m), Tegelen
14. Van den Heuvel W.L.M. (William) (m), Hengelo (O)
15. Zoll G.J. (Jan), (m) Oss
16. Okcu M. (Meltem) (v), Capelle aan den IJssel
17. Beukema J.A. (Josje) (v), Rotterdam
18. Olders D.W.J. (Diederik) (m), Rotterdam
19. Hoekstra T.G. (Tjitske) (v), Rutten
20. Van Unen G. (Ger) (v), Kloosterzande
21. Van Gijlswijk L.R. (Rosita) (v), Groningen
22. Özoğul-Özen S. (Sibel) (v), Haarlem
23. Helmer-Englebert R.D. (Renske) (v), Nijmegen
24. De Wit J.M.A.M. (Jan) (m), Heerlen
25. Pahladsingh J. (Jay) (m), Capelle aan den IJssel
26. Van der Horst J.B. (Jos) (m), Drachten
27. Van Gemert N.M. (Nicole) (v), Utrecht
28. De Leeuw L.H. (Lisa) (v), Groningen
29. Van Velzen K. (Krista) (v), Hall

Democraten 66 (D66) ·
CDA-Europese Volkspartij · 
PVV (Partij voor de Vrijheid) ·
VVD · 
SP (Socialistische Partij) ·
P.v.d.A./Europese Sociaaldemocraten ·
ChristenUnie-SGP ·
GROENLINKS ·
Partij voor de Dieren ·
50PLUS ·
JEZUS LEEFT ·
DENK ·
De Groenen ·
Forum voor Democratie ·
vandeRegio & Piratenpartij ·
Volt Nederland